# 尤金·P·奥德姆
尤金·P·奥德姆（英語：Eugene Pleasants Odum，1913年9月17日—2002年8月10日）是一位美国生态学家，“生态系统”这一概念的先驱，1970年当选美国国家科学院院士，著有教科书《生态学基础》（Fundamentals of Ecology，1953年）。